# Ultimate Kylie
Ultimate Kylie är ett samlingsalbum av den australiensiska sångerskan Kylie Minogue, utgivet den 22 november 2004 med sånger som hon spelat in mellan 1987 och 2004. Samtliga sånger hade givits ut på singelskiva under hennes karriär, förutom albumets två nya låtar; "I Believe in You" (skriven ihop med Scissor Sisters), som gavs ut i samband med samlingsskivan och "Giving You Up", som kom att ges ut som singel 2005. Dess B-sida, "Made of Glass", fanns inte med på Ultimate Kylie och har ännu inte förekommit på något av hennes album. 

## Låtlista
| 1.  | Better the Devil You Know                | Mike Stock, Matt Aitken, Pete Waterman | Stock Aitken Waterman    | 3:53 |
| 2.  | The Loco-Motion (7" Mix)                 | Gerry Goffin, Carole King              | Stock Aitken Waterman    | 3:14 |
| 3.  | I Should Be So Lucky                     | Stock, Aitken, Waterman                | Stock Aitken Waterman    | 3:24 |
| 4.  | Step Back in Time                        | Stock, Aitken, Waterman                | Stock Aitken Waterman    | 3:04 |
| 5.  | Shocked                                  | Stock, Aitken, Waterman                | Stock Aitken Waterman    | 3:09 |
| 6.  | What Do I Have to Do?                    | Stock, Aitken, Waterman                | Stock Aitken Waterman    | 3:33 |
| 7.  | Wouldn't Change a Thing                  | Stock, Aitken, Waterman                | Stock Aitken Waterman    | 3:14 |
| 8.  | Hand on Your Heart                       | Stock, Aitken, Waterman                | Stock Aitken Waterman    | 3:51 |
| 9.  | Especially for You (feat. Jason Donovan) | Stock, Aitken, Waterman                | Stock Aitken Waterman    | 3:56 |
| 10. | Got to Be Certain                        | Stock, Aitken, Waterman                | Stock Aitken Waterman    | 3:19 |
| 11. | Je Ne Sais Pas Pourquoi                  | Stock, Aitken, Waterman                | Stock Aitken Waterman    | 4:01 |
| 12. | Give Me Just a Little More Time          | Edyth Wayne, Ronald Dunbar             | Stock, Waterman          | 3:06 |
| 13. | Never Too Late                           | Stock, Aitken, Waterman                | Stock Aitken Waterman    | 3:21 |
| 14. | Tears on My Pillow                       | Sylvester Bradford, Al Lewis           | Stock Aitken Waterman    | 2:29 |
| 15. | Celebration                              | Robert Bell, James Taylor              | Phil Harding, Ian Curnow | 3:57 |

| 1.  | I Believe in You                            | Kylie Minogue, Jake Shears, Babydaddy                                                    | Shears, Babydaddy           | 3:21 |
| 2.  | Can't Get You Out of My Head                | Cathy Dennis, Rob Davis                                                                  | Dennis, Davis               | 3:49 |
| 3.  | Love at First Sight                         | Minogue, Richard Stannard, Julian Gallagher, Ash Howes, Martin Harrington                | Stannard, Gallagher         | 3:57 |
| 4.  | Slow                                        | Minogue, Dan Carey, Emilíana Torrini                                                     | Sunnyroads                  | 3:13 |
| 5.  | On a Night Like This                        | Steve Torch, Graham Stack, Mark Taylor, Brian Rawling                                    | Stack, Taylor               | 3:33 |
| 6.  | Spinning Around                             | Ira Shickman, Osborne Bingham, Kara DioGuardi, Paula Abdul                               | Mike Spencer                | 3:27 |
| 7.  | Kids (Radio Edit, feat. Robbie Williams)    | Williams, Guy Chambers                                                                   | Chamber, Steve Power        | 4:20 |
| 8.  | Confide in Me (Radio Edit)                  | Steve Anderson, Dave Seaman, Owain Barton                                                | Brothers in Rhythm          | 4:26 |
| 9.  | In Your Eyes                                | Minogue, Stannard, Gallagher, Howes                                                      | Stannard, Gallagher         | 3:18 |
| 10. | Please Stay                                 | Minogue, Stannard, Gallagher, John Themis                                                | Stannard, Gallagher         | 4:04 |
| 11. | Red Blooded Woman                           | Johnny Douglas, Karen Poole                                                              | Douglas, Poole              | 4:20 |
| 12. | Giving You Up                               | Miranda Cooper, Brian Higgins, Tim Powell, Lisa Cowling, Paul Woods, Nick Coler, Minogue | Higgins, Xenomania          | 3:30 |
| 13. | Chocolate (Radio Edit)                      | Douglas, Poole                                                                           | Douglas, Poole              | 4:01 |
| 14. | Come into My World (Radio Edit)             | Dennis, Davis                                                                            | Dennis, Davis               | 4:06 |
| 15. | Put Yourself in My Place                    | Jimmy Harry                                                                              | Harry                       | 4:11 |
| 16. | Did It Again                                | Minogue, Anderson, Seaman                                                                | Brothers in Rhythm          | 4:14 |
| 17. | Breathe (Radio Edit)                        | Minogue, Dave Ball, Ingo Vauk                                                            | Ball, Vauk                  | 3:40 |
| 18. | Where the Wild Roses Grow (feat. Nick Cave) | Cave                                                                                     | Tony Cohen, Victor Van Vugt | 3:57 |

Den tyska utgåvan av albumet innehåller låten "Your Disco Needs You" istället för "Please Stay" och i Japan innehöll skivan även spåren "Turn It Into Love", "Can't Get Blue Monday Out of My Head" samt "Slow (Chemical Brothers Remix)". 

## Listplaceringar
| Lista (2004–05)                   | Högsta placering |
| --------------------------------- | ---------------- |
| Australien (ARIA Charts)          | 5                |
| Belgien (Ultratop Flandern)       | 14               |
| Belgien (Ultratop Vallonien)      | 35               |
| Danmark (Tracklisten)             | 17               |
| Finland (Suomen virallinen lista) | 24               |
| Irland (IRMA)                     | 8                |
| Japan (Oricon)                    | 3                |
| Nederländerna (MegaCharts)        | 37               |
| Norge (VG-lista)                  | 18               |
| Nya Zeeland (RIANZ)               | 33               |
| Schweiz (Schweizer Hitparade)     | 19               |
| Spanien (PROMUSICAE)              | 34               |
| Sverige (Sverigetopplistan)       | 23               |
| Storbritannien (UK Albums Chart)  | 4                |

## DVD
En DVD med Kylie Minogues musikvideor släpptes med titeln Ulimate Kylie 2004. I en specialversion ("special edition") av CD-skivan ingick DVD:n som en tredje skiva. Videorna på DVD:n presenteras kronologiskt från hennes karriär.